# 1906 en science-fiction
| Années de la science-fiction : 1903 - 1904 - 1905 - 1906 - 1907 - 1908 - 1909    |
| Décennies de la science-fiction : 1870 - 1880 - 1890 - 1900 - 1910 - 1920 - 1930 |

L'année 1906 est marquée, en matière de science-fiction, par les événements suivants.

## Naissances et décès

### Naissances
- date indéterminée : Mark Clifton, écrivain américain, mort en 1963.
- 3 octobre : Joseph Samachson, écrivain américain, mort en 1980.
- 29 octobre : Fredric Brown, écrivain américain, mort en 1972.

## Prix
La plupart des prix littéraires de science-fiction actuellement connus n'existaient alors pas.

## Parutions littéraires

### Romans
- Au temps de la comète par H. G. Wells.

## Sorties audiovisuelles

### Films
- The ? Motorist par Walter R. Booth.
- Voyage autour d'une étoile par Gaston Velle.